# New Arrival
New Arrival — студийный альбом группы A*Teens, вышедший в 2003 году.
New Arrival стал европейской/азиатской версией третьего альбома группы Pop ’til You Drop!, поначалу выпущенного только в Северной Америке. Он существенно отличается от «Pop 'til You Drop!» — из 14 присутствующих на нём композиций (международная версия, с учётом двух бонус-треков) лишь 7 являются общими для обеих версий. Из новых композиций три являются каверами:
- Shame Shame Shame — Shirley & Company[англ.] (1974)
- The Letter — The Box Tops (1967)
- One Night In Bangkok — Бьёрн Ульвеус, Бенни Андерссон; композиция написана для мюзикла «Шахматы» (1984)

По сравнению с американской версией альбом должен был иметь более «европейское» звучание. Его название является отсылкой к альбому Arrival группы ABBA (с кавер-версий композиций которой A*Teens начали свою карьеру). Примечательно, что на лицевой стороне обложки Arrival изображены члены ABBA в кабине вертолёта Белл 47; на задней стороне обложки New Arrival можно увидеть вертолёт этого же типа.

## Список композиций
1. Floorfiller — 3:13
2. Have a Little Faith in Me — 3:01
3. Shame Shame Shame — 2:52
4. Let Your Heart Do All the Talking — 3:24
5. A Perfect Match — 3:00
6. The Letter — 2:55
7. Cross My Heart — 3:35
8. In the Blink of an Eye — 3:30
9. School’s Out (с участием Элиса Купера) — 3:02
10. Closer to Perfection — 3:10
11. Shangri La — 3:14
12. One Night in Bangkok — 3:31

### Бонус-треки
- В международной версии альбома — «Can’t Help Falling in Love» и «Heartbreak Lullaby» (балладная версия).
- В японской версии альбома — те же, что и в международной, а также «Hi and Goodbye».

## Синглы
- «Can’t Help Falling in Love» (2002)
- «Floorfiller» (2002)
- «A Perfect Match» (2003)
- «Let Your Heart Do All the Talking» (2003) — промосингл; поначалу в мае 2003 года был анонсирован как полноценный сингл[1], но релиз не состоялся, и композиция просто была отправлена в радиоротацию.

## Хит-парады
| Страна    | Позиция |
| --------- | ------- |
| Швейцария | 91      |
| Швеция    | 4       |